# マルセロ・メロ
マルセロ・ピンヘイロ・ダヴィ・デ・メロ（Marcelo Pinheiro Davi de Melo, 1983年9月23日 - ）は、ブラジル・ベロオリゾンテ出身の男子プロテニス選手。ダブルスのスペシャリストとして活動し、これまでにATPツアーでダブルス37勝を挙げる。自己最高ランキングはシングルス273位、ダブルス1位。身長203cmの長身からついた“Girafa”（ジラファ、「キリン」の意味）というニックネームがある。

## 選手経歴

### ジュニア時代
メロは7歳の時から、家族揃ってテニスを始めた。15歳まではサッカーもプレーしたが、テニスに専念する決心をして1998年にプロ入りする。彼は男子ツアー下部大会での長い下積み時代を過ごしていた。

### 2007年 ツアーダブルス初優勝
2007年からATPツアー大会に本格参戦を始め、4月末のポルトガル・オープンでアンドレ・サと組んでツアー初優勝を果たした。同年のウィンブルドン選手権男子ダブルスで、メロとサはベスト4に進出した。2人は準決勝でアルノー・クレマン/ミカエル・ロドラ組に6-7, 3-6, 3-6のストレートで敗れた。ところが、メロがウィンブルドン直前の6月10日、クイーンズクラブ選手権で「イソメテプテン」（興奮剤、抗片頭痛薬）に陽性反応を示したことが発覚する。軽微な違反として、彼は国際テニス連盟から2007年9月10日-11月9日まで2ヶ月間の出場停止処分を受けた。

### 2008年 ツアーダブルス5勝目
2008年、メロはダブルス年間4勝を挙げ、北京五輪の男子ダブルスにも出場した。2回戦でドイツのライナー・シュットラー/ミヒャエル・コールマン組に6-7, 3-6で敗れた。2009年は5月中旬のオーストリア・オープンで優勝があった。メロは2006年まで、フューチャーズやチャレンジャー大会でシングルス戦にも出場したが、ATPツアーでは1度しかシングルスへのエントリーがない。男子テニス国別対抗戦デビスカップブラジル代表選手としても、すべてダブルス戦のみに出場している。

### 2009年 全仏混合ダブルス準優勝
2009年全仏オープンで、メロはバニア・キングと混合ダブルスのペアを組み、決勝戦まで勝ち進んだ。決勝戦で2人は第1シードペアのボブ・ブライアン/リーゼル・フーバー組と対戦し、7-5, 6-7, [7-10] (第3セットは10点先取のスーパータイブレーク) で落とし、準優勝となった。

### 2010年 全仏ダブルスベスト8
2010年からはブルーノ・ソアレスとペアを組むようになった。2010年全仏オープン男子ダブルスでベスト8に進出している。

### 2012年 ロンドン五輪ダブルス・デビス杯ベスト8
2012年7月のロンドン五輪で2度目のオリンピックに出場し2回戦でチェコのトマーシュ・ベルディハ/ラデク・ステパネク組を1-6, 6-4, 24-22で破りベスト8に進出した。準々決勝ではフランスのジョー＝ウィルフリード・ツォンガ/ミカエル・ロドラ組に4-6, 2-6で敗れた。9月のデビスカップワールドグループ・プレーオフではロシアのアレックス・ボゴモロフ・ジュニア/ティムラズ・ガバシュビリ組を7-5, 6-2, 7-6(7)で破りブラジルの10年ぶりワールドグループ復帰に貢献した。

### 2013年 ウィンブルドンダブルス準優勝
2013年ウィンブルドン選手権男子ダブルスではイワン・ドディグと組み初めて4大大会男子ダブルスの決勝に進出した。決勝でブライアン兄弟に6–3, 3–6, 4–6, 4–6で敗れ準優勝となった。全米オープンとATPワールドツアー・ファイナルでもベスト4に進出した。

### 2015年 GS初制覇・全仏ダブルス優勝 ダブルス世界1位
2015年全仏オープン男子ダブルスでイワン・ドディグとペアを組み第3シードで出場。決勝でブライアン兄弟に6-7, 7-6, 7-5で勝利しグランドスラム初優勝。11月2日にブライアン兄弟を抜いてダブルスの世界ランキングで1位になった。

### 2017年 ウィンブルドンダブルス初優勝
2017年ウィンブルドン選手権男子ダブルスでルカシュ・クボットとペアを組み第4シードで出場。決勝でオリバー・マラチ/マテ・パビッチに5-7,7-5,7-6,3-6,13-11で優勝。

## ATPツアー決勝進出結果

### ダブルス: 32回 (19勝18敗)
| 結果   | No. | 決勝日         | 大会               | サーフェス    | パートナー               | 対戦相手                                                | スコア                  |
| ------ | --- | -------------- | ------------------ | ------------- | ------------------------ | ------------------------------------------------------- | ----------------------- |
| 優勝   | 1.  | 2007年4月29日  | エストリル         | クレー        | アンドレ・サ             | マルティン・ガルシア セバスティアン・プリエト           | 3–6, 6–2, [10–6]        |
| 優勝   | 2.  | 2008年1月6日   | アデレード         | ハード        | マルティン・ガルシア     | クリス・グッチョーネ ロバート・スミーツ                 | 6–3, 3–6, [10–7]        |
| 優勝   | 3.  | 2008年2月11日  | コスタ・ド・サイペ | クレー        | アンドレ・サ             | アルベルト・モンタニェス サンティアゴ・ベントゥーラ     | 4–6, 6–2, [10–7]        |
| 優勝   | 4.  | 2008年5月19日  | ペルチャッハ       | クレー        | アンドレ・サ             | ユリアン・ノール ユルゲン・メルツァー                   | 7–5, 6–7(3–7), [13–11]  |
| 準優勝 | 1.  | 2008年6月15日  | ロンドン           | 芝            | アンドレ・サ             | ダニエル・ネスター ネナド・ジモニッチ                   | 4–6, 6–7(3–7)           |
| 優勝   | 5.  | 2008年8月23日  | ニューヘイブン     | ハード        | アンドレ・サ             | マヘシュ・ブパシ マーク・ノールズ                       | 7–5, 6–2                |
| 準優勝 | 2.  | 2009年3月1日   | デルレイビーチ     | ハード        | アンドレ・サ             | ボブ・ブライアン マイク・ブライアン                     | 4–6, 4–6                |
| 優勝   | 6.  | 2009年5月23日  | キッツビュール     | クレー        | アンドレ・サ             | アンドレイ・パベル ホリア・テカウ                       | 6–7(9–11), 6–2, [10–7]  |
| 準優勝 | 3.  | 2009年6月14日  | ロンドン           | 芝            | アンドレ・サ             | ウェスリー・ムーディ ミハイル・ユージニー               | 4–6, 6–4, [6–10]        |
| 準優勝 | 4.  | 2009年7月26日  | ハンブルク         | クレー        | フィリップ・ポラーシェク | シーモン・アスペリン ポール・ハンリー                   | 3–6, 3–6                |
| 準優勝 | 5.  | 2010年1月16日  | オークランド       | ハード        | ブルーノ・ソアレス       | マーカス・ダニエル ホリア・テカウ                       | 5–7, 4–6                |
| 優勝   | 7.  | 2010年5月22日  | ニース             | クレー        | ブルーノ・ソアレス       | ロハン・ボパンナ アイサム＝ウル＝ハク・クレシ           | 1–6, 6–3, [10–5]        |
| 準優勝 | 6.  | 2010年8月1日   | グシュタード       | クレー        | ブルーノ・ソアレス       | ヨハン・ブルンストロム ヤルコ・ニエミネン               | 3–6, 7–6(7–4), [9–11]   |
| 準優勝 | 7.  | 2010年9月26日  | メス               | ハード (室内) | ブルーノ・ソアレス       | ダスティン・ブラウン ロヒール・ワッセン                 | 3–6, 3–6                |
| 優勝   | 8.  | 2011年2月5日   | サンティアゴ       | クレー        | ブルーノ・ソアレス       | ルカシュ・クボット オリバー・マラチ                     | 6–3, 7–6(7–3)           |
| 優勝   | 9.  | 2011年2月12日  | コスタ・ド・サイペ | クレー        | ブルーノ・ソアレス       | パブロ・アンドゥハル ダニエル・ヒメノ＝トラベル         | 7–6(7–4), 6–3           |
| 準優勝 | 8.  | 2011年2月26日  | アカプルコ         | クレー        | ブルーノ・ソアレス       | ビクトル・ハネスク ホリア・テカウ                       | 1–6, 3–6                |
| 準優勝 | 9.  | 2011年9月25日  | メス               | ハード (室内) | ルーカス・ドロウヒー     | ジェイミー・マリー アンドレ・サ                         | 4–6, 6–7(7–9)           |
| 準優勝 | 10. | 2011年10月23日 | ストックホルム     | ハード (室内) | ブルーノ・ソアレス       | ロハン・ボパンナ アイサム＝ウル＝ハク・クレシ           | 1–6, 3–6                |
| 準優勝 | 11. | 2012年2月26日  | メンフィス         | ハード (室内) | イワン・ドディグ         | マックス・ミルヌイ ダニエル・ネスター                   | 6–4, 5–7, [7–10]        |
| 優勝   | 10. | 2012年10月21日 | ストックホルム     | ハード (室内) | ブルーノ・ソアレス       | ロベルト・リンドステット ネナド・ジモニッチ             | 6–7(4–7), 7–5, [10–6]   |
| 優勝   | 11. | 2013年1月6日   | ブリスベン         | ハード        | トミー・ロブレド         | エリック・ブトラック ポール・ハンリー                   | 4–6, 6–1, [10–5]        |
| 準優勝 | 12. | 2013年7月6日   | ウィンブルドン     | 芝            | イワン・ドディグ         | ボブ・ブライアン マイク・ブライアン                     | 6–3, 3–6, 4–6, 4–6      |
| 優勝   | 12. | 2013年10月13日 | 上海               | ハード        | イワン・ドディグ         | ダビド・マレーロ フェルナンド・ベルダスコ               | 7–6(2), 6–7(6), [10–2]  |
| 優勝   | 13. | 2014年1月11日  | オークランド       | ハード        | ユリアン・ノール         | アレクサンダー・ペヤ ブルーノ・ソアレス                 | 4–6, 6–3, [10–5]        |
| 準優勝 | 13. | 2014年2月22日  | リオデジャネイロ   | クレー        | ダビド・マレーロ         | フアン・セバスティアン・カバル ロベルト・ファラ         | 4-6, 2-6                |
| 準優勝 | 14. | 2014年4月20日  | モンテカルロ       | クレー        | イワン・ドディグ         | ボブ・ブライアン マイク・ブライアン                     | 3–6, 6–3, [8–10]        |
| 準優勝 | 15. | 2014年8月10日  | トロント           | ハード        | イワン・ドディグ         | アレクサンダー・ペヤ ブルーノ・ソアレス                 | 4–6, 3–6                |
| 準優勝 | 16. | 2014年10月5日  | 東京               | ハード        | イワン・ドディグ         | ピエール＝ユーグ・エルベール ミハル・プシシェズニ       | 3–6, 7–6(3), [5–10]     |
| 準優勝 | 17. | 2014年11月16日 | ロンドン           | ハード (室内) | イワン・ドディグ         | ボブ・ブライアン マイク・ブライアン                     | 7–6(5), 2–6, [7–10]     |
| 優勝   | 14. | 2015年3月1日   | アカプルコ         | ハード        | イワン・ドディグ         | マリウシュ・フィルステンベルク サンティアゴ・ゴンサレス | 7–6(2), 5–7, [10–3]     |
| 優勝   | 15. | 2015年6月6日   | 全仏オープン       | クレー        | イワン・ドディグ         | ボブ・ブライアン マイク・ブライアン                     | 6–7(5–7), 7–6(7–5), 7–5 |
| 準優勝 | 18. | 2015年8月9日   | ワシントンD.C.     | ハード        | イワン・ドディグ         | ボブ・ブライアン マイク・ブライアン                     | 4-6, 2-6                |
| 優勝   | 16. | 2015年10月11日 | 東京               | ハード        | レイベン・クラーセン     | フアン・セバスティアン・カバル ロベルト・ファラ         | 7-6(7–5), 3-6, [10–7]   |
| 優勝   | 17. | 2015年10月18日 | 上海               | ハード        | レイベン・クラーセン     | シモーネ・ボレッリ ファビオ・フォニーニ                 | 6-3, 6-3                |
| 優勝   | 18. | 2015年10月25日 | ウィーン           | ハード (室内) | ルカシュ・クボット       | ジェイミー・マリー ジョン・ピアーズ                     | 4-6, 7-6(7–3), [10–6]   |
| 優勝   | 19. | 2015年11月8日  | パリ               | ハード (室内) | イワン・ドディグ         | ジャック・ソック バセク・ポスピシル                     | 2-6, 6-3, [10–5]        |

## ダブルス成績
| 大会           | 2007 | 2008 | 2009 | 2010 | 2011 | 2012 | 2013 | 2014 | 2015 | SR    | W–L  |
| -------------- | ---- | ---- | ---- | ---- | ---- | ---- | ---- | ---- | ---- | ----- | ---- |
| 全豪オープン   | A    | 1R   | 2R   | 1R   | 1R   | 1R   | 1R   | 3R   | SF   | 0 / 8 | 7–8  |
| 全仏オープン   | 2R   | 2R   | 1R   | QF   | 2R   | QF   | 3R   | 3R   | W    | 1 / 9 | 19–8 |
| ウィンブルドン | SF   | 3R   | 2R   | 2R   | 2R   | QF   | F    | QF   |      | 0 / 8 | 20–7 |
| 全米オープン   | QF   | 3R   | 2R   | 3R   | 2R   | 3R   | SF   | SF   |      | 0 / 8 | 19–8 |